# Eulithis centrolineata
Eulithis centrolineata là một loài bướm đêm trong họ Geometridae.